# Circuit of the Americas
Circuit of the Americas (krajše COTA) je dirkališče v okolici mesta Austin v ameriški zvezni državi Teksas.
Dirkališče je bilo zgrajeno med letoma 2010 in 2012, imenovano pa aprila 2011. Circuit of the Americas od sezone 2012 redno gosti dirko Svetovnega prvenstva Formule 1 za Veliko nagrado ZDA. Pred tem se je tista zadnjič odvijala v sezoni 2007 v Indianapolisu. Prva dirka za Veliko nagrado ZDA na dirkališču Circuit of the Americas je potekala 18. novembra 2012 in bila v tej sezoni predzadnja na sporedu. Leta 2020 dirke zaradi pandemije koronavirusa ni bilo, v naslednji sezoni 2021 pa je bila znova uvrščena v koledar dirk.

## Zmagovalci
| Sezona | Zmagovalec       | Moštvo                     | Poročilo |
| ------ | ---------------- | -------------------------- | -------- |
| 2024   | Charles Leclerc  | Ferrari                    | Poročilo |
| 2023   | Max Verstappen   | Red Bull Racing-Honda RBPT | Poročilo |
| 2022   | Max Verstappen   | Red Bull-RBPT              | Poročilo |
| 2021   | Max Verstappen   | Red Bull-Honda             | Poročilo |
| 2019   | Valtteri Bottas  | Mercedes                   | Poročilo |
| 2018   | Kimi Räikkönen   | Ferrari                    | Poročilo |
| 2017   | Lewis Hamilton   | Mercedes                   | Poročilo |
| 2016   | Lewis Hamilton   | Mercedes                   | Poročilo |
| 2015   | Lewis Hamilton   | Mercedes                   | Poročilo |
| 2014   | Lewis Hamilton   | Mercedes                   | Poročilo |
| 2013   | Sebastian Vettel | Red Bull–Renault           | Poročilo |
| 2012   | Lewis Hamilton   | McLaren-Mercedes           | Poročilo |